# Mali sokol
Mali sokol (lat. Falco columbarius) je ptica grabljivica koja živi u Sjevernoj Americi, Europi i Aziji te pripada porodici sokolovki. Ta ptica je najmanja među sokolovkama.

## Opis
Mali sokol je ptica grabljivica velika od 24 do 33 cm s rasponom krila od 53 do 69 cm. Mužjaci su teški većinom 165 g, a ženke oko 230 g. Mužjak ima plavo-siva krila i leđa i trbuh crvenkasto-narančaste boje. Ženka ima tamnosmeđa leđa i krila i svjetliji trbuh. Ima dugo tijelo s glavom na kojoj se nalaze oči kojima odlično vidi, oštar kljun, a odrasle ptice imaju i tamnu prugu oko očiju. Ima kratke noge s kandžama te dugi rep.

### Prehrambene navike
Hrani se manjim sisavcima, reptilima, malim pticama (koje teže 10-40 g), kukcima, miševima i drugim.

### Razmnožavanje
Parenje počinje u svibnju ili u srpnju kada ženka u gnijezdo snese tri do pet jaja velika 40 x 31, 5 mm. Ženka leži na njima 28-32 dana. Izlegu se ptići koji su veliki nekoliko centimetara, a kad su stari tjedan dana, imaju 13 g i veliki su oko 10 cm te su pokriveni tamnim perjem.

### Stanište
Živi u Sjevernoj Americi, Europi i Aziji na velikim, te visokim planinama i drugim područjima.